# Sabine Ziemke

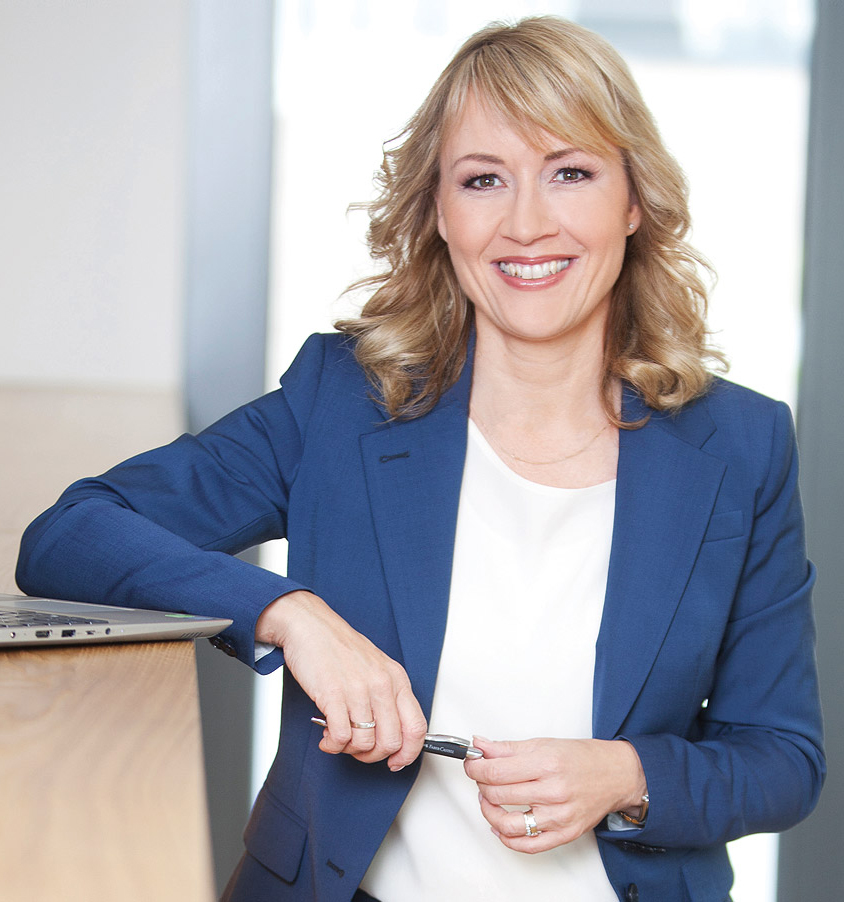
Sabine Ziemke, 2018

Sabine Ziemke (* 3. März 1970 in Herzberg am Harz in Niedersachsen) ist eine deutsche Journalistin, Veranstaltungsmoderatorin, Medientrainerin und Medienproduzentin.

## Leben und Wirken

### Herkunft und Ausbildung
Sabine Ziemke ist die zweite von drei Töchtern des Konditormeisters Dietrich Tost und seiner Frau Renate. Nach dem Abitur am Ernst-Moritz-Arndt-Gymnasium in Herzberg am Harz machte sie eine Ausbildung zur Sparkassenkauffrau. Anschließend zog sie nach Dortmund und arbeitete dort bei der Dresdner Bank.
Mit 23 Jahren begann sie an der Universität Dortmund Journalistik zu studieren. An der Ruhr-Universität Bochum studierte sie zusätzlich Film-, Fernseh- und Theaterwissenschaft. Während des Studiums absolvierte sie ein Auslandssemester im französischen Tours.

### Berufliche Laufbahn
1995–1996 volontierte Ziemke beim Westdeutschen Rundfunk und arbeitete bis 2019 für die Fernsehsendung WDR Lokalzeit aus Dortmund als Autorin. Von 2001 bis 2019 moderierte sie diese Sendung.
Darüber hinaus moderiert sie seit 2001 Veranstaltungen, Kongresse und Galas. Unter anderem hat sie 2017 den Christian-Tasche-Filmpreis in Unna moderiert sowie 2016 und 2018 die Eröffnungsgala zu Europas größtem internationalen Krimifestival Mord am Hellweg in Unna.
Seit 2017 ist Ziemke Industrie- und Handelskammer-zertifizierte Trainerin und seit Februar 2018 BZTB-e.V.-zertifizierte Business-Coach (Bundesverband zertifizierter Trainer und Business Coaches). Sabine Ziemke ist Mitglied im Bundesverband für Medientraining in Deutschland (BMTD) und wurde 2022 durch diesen auch als Medientrainerin zertifiziert. Sie gibt Interview-, Kamera- und Auftrittstraining für Einzelpersonen und Gruppen. Sie ist Mitglied im Verband deutscher Unternehmerinnen (VdU) und war von 2019 bis 2020 im Vorstand des VdU-Landesverbandes Ruhrgebiet tätig.
Seit 2018 ist sie als Medientrainerin für die Sparkassenakademie NRW tätig. Seit 2020 ist sie als Moderatorin und Trainerin für die Amprion GmbH tätig.
Von 2020 bis 2023 produzierte Sabine Ziemke für die WILO SE das Business-TV-Format Wilo TV. Im Februar 2021 moderierte sie die digitale Eröffnungsfeier des Wiloparks in Dortmund mit rund 1500 Gästen, im September 2022 moderierte sie die Family and Friends Feier der Wilo SE mit rund 3500 Gästen auf dem Wilopark in Dortmund.

### Persönliches
Ziemke ist verheiratet und hat zwei Söhne.